# Fervaches
Ne pas confondre avec Fervaques (Calvados)
Fervaches est une ancienne commune française du département de la Manche et de la région Normandie.
Devenue le 1er janvier 2016 une commune déléguée au sein de la commune nouvelle de Tessy-Bocage, le conseil municipal s'est prononcé en janvier 2020 pour la suppression du statut de commune déléguée.

## Géographie
Le bourg en Pays saint-lois en Bocage normand est à 3,5 km au nord-ouest de Tessy-sur-Vire, à 13 km au sud-ouest de Torigni-sur-Vire et à 15 km au sud de Saint-Lô.
Le bourg est traversé par la route départementale no 28 qui relie Tessy-sur-Vire à Saint-Lô. En part la D 96 qui permet de rejoindre à l'ouest la route Saint-Lô - Villedieu-les-Poêles et à laquelle se raccorde la D 452 menant vers Chevry au sud-ouest, D 452 qui reprend au nord du bourg à partir de la D 28 pour rejoindre la Chapelle-sur-Vire.
Fervaches est dans le bassin de la Vire qui délimite le territoire à l'est. Deux de ses affluents et leurs vallons font également office de limite : le Marqueran au nord et le ruisseau de Heudein au sud. Un troisième affluent creuse un court sillon à partir du bourg au centre du territoire.
Le point culminant (119 m) se situe au nord-est, près du lieu-dit les Hutteraux. Le point le plus bas (31 m), situé à moins d'un kilomètre, correspond à la sortie de la Vire du territoire, également au nord-est, près de la Chapelle-sur-Vire. Le territoire de cette ancienne commune est bocager.
Le climat est océanique, comme dans tout l'Ouest de la France. La station météorologique la plus proche est Granville-Pointe du Roc, à 40 km, mais Caen-Carpiquet n'est qu'à 51 km. Le sud du Saint-Lois s'en différencie toutefois pour la pluviométrie annuelle qui, à Fervaches, avoisine les 950 mm.
Les lieux-dits sont, du nord-ouest à l'ouest, dans le sens horaire : la Butte, le Grand Chemin, le Bourg, la Vallée, les Hersonnières, la Simonnière, les Hutteraux (au nord), la Monneriela Plaize, le Val de Vire, les Vages, la Maigrerie (à l'est), le Moulin de Fervaches, Blosville, la Raiterie, la Blotière, le Champ Saint-Pierre, la Ceinture, le Rouveray, la Binetière (au sud), la Gosselinière, le Quesnot, le Champ Chapel, l'Hôtel Renouf, la Picotière (à l'ouest) et le Cavé.
| Moyon (comm. nouv. de Moyon Villages)        | Moyon (comm. nouv. de Moyon Villages), Troisgots (comm. nouv. de Condé-sur-Vire) | Troisgots (comm. nouv. de Condé-sur-Vire) Domjean |
| Moyon (comm. nouv. de Moyon Villages)        | Fervaches                                                                        | Domjean                                           |
| Tessy-sur-Vire (comm. nouv. de Tessy-Bocage) | Tessy-sur-Vire (comm. nouv. de Tessy-Bocage)                                     | Tessy-sur-Vire (comm. nouv. de Tessy-Bocage)      |

## Toponymie
Le nom de la localité est attesté sous les formes de Favarchiis vers 1280, Favarchia en 1322.
Le nom de cette commune est issu du terme latin fabrica tout comme le nom commun forge, dont il est synonyme par une évolution phonétique différente, liée au déplacement de l'accent tonique. La métathèse de [r] et le remplacement des voyelles sont peut-être dus à l'attraction de la formule plaisante ferre vache, c'est-à-dire « ferre la vache ».
Homonymie avec Fervaques, forme du nord de la ligne Joret — ligne dont l'un et l'autre sont très proches — et également avec les Fabrègues et Faverges de type occitan qui n'ont pas été affectés par la même métathèse de [r] (aucune dans le cas de Fabrègues).
Le gentilé est Fervachais.

## Histoire

### Moyen Âge
Le premier seigneur connu selon les grands rôles de l'Échiquier de Normandie est Guillaume de Fervaches (Willelmus de Favarches) vivant au XIIe siècle.
Au milieu du XIIIe siècle, la seigneurie, ainsi que celle de Troisgots, est tenue par la famille Boterel de Quintin dans l'évêché de Saint-Brieuc. Dans l'état des fiefs de la vicomté de Coutances dressé en 1327 par Godefroy Le Blond, bailli de Cotentin, on trouve que le sire de Quintin tenait du roi Trégoz (Troisgots), Fervaches et Saint-Romphaire par un fief et demi de haubert.

### Révolution française et Empire
Lors de la Révolution, Jacques Bisson, curé de Fervaches, prêta serment avant de se rétracter en l'An II.

### Époque contemporaine
Le 1er janvier 2016, Fervaches intègre avec Tessy-sur-Vire la commune de Tessy-Bocage créée sous le régime juridique des communes nouvelles instauré par la loi no 2010-1563 du 16 décembre 2010 de réforme des collectivités territoriales. Les communes de Fervaches et Tessy-sur-Vire deviennent des communes déléguées et Tessy-sur-Vire est le chef-lieu de la commune nouvelle. Une troisième commune déléguée, Pont-Farcy, intègre la commune nouvelle le 1er janvier 2018.

## Politique et administration
| Période                                  | Période       | Identité        | Étiquette | Qualité           |
| ---------------------------------------- | ------------- | --------------- | --------- | ----------------- |
| 1983                                     | mars 2008     | Roland Gosselin | SE        | Agriculteur       |
| mars 2008                                | décembre 2015 | René Lepas      | SE        | Conducteur de car |
| Les données manquantes sont à compléter. |               |                 |           |                   |

Le conseil municipal était composé de onze membres dont le maire et deux adjoints. Ces conseillers intègrent au complet le conseil municipal de Tessy-Bocage le 1er janvier 2016 jusqu'en 2020 et René Lepas devient maire délégué.

## Population et société

### Démographie
En 2018, la commune comptait 348 habitants. Depuis 2004, les enquêtes de recensement dans les communes de moins de 10 000 habitants ont lieu tous les cinq ans (en 2007, 2012, 2017, etc. pour Fervaches) et les chiffres de population municipale légale des autres années sont des estimations.
Fervaches a compté jusqu'à 600 habitants en 1841.
| 1793 | 1800 | 1806 | 1821 | 1831 | 1836 | 1841 | 1846 | 1851 |
| ---- | ---- | ---- | ---- | ---- | ---- | ---- | ---- | ---- |
| 460  | 522  | 533  | 562  | 565  | 578  | 600  | 581  | 550  |

| 1856 | 1861 | 1866 | 1872 | 1876 | 1881 | 1886 | 1891 | 1896 |
| ---- | ---- | ---- | ---- | ---- | ---- | ---- | ---- | ---- |
| 518  | 572  | 544  | 541  | 505  | 505  | 507  | 433  | 402  |

| 1901 | 1906 | 1911 | 1921 | 1926 | 1931 | 1936 | 1946 | 1954 |
| ---- | ---- | ---- | ---- | ---- | ---- | ---- | ---- | ---- |
| 404  | 371  | 370  | 356  | 329  | 364  | 323  | 317  | 329  |

| 1962 | 1968 | 1975 | 1982 | 1990 | 1999 | 2006 | 2011 | 2016 |
| ---- | ---- | ---- | ---- | ---- | ---- | ---- | ---- | ---- |
| 291  | 316  | 262  | 238  | 240  | 285  | 344  | 384  | 395  |

| 2018 | - | - | - | - | - | - | - | - |
| ---- | - | - | - | - | - | - | - | - |
| 348  | - | - | - | - | - | - | - | - |

### Manifestations culturelles et festivités
La fête Saint-Pierre-ès-Liens, qui tient lieu de fête communale, se déroule chaque année le dernier week-end de juillet. Elle est organisée par le comité des fêtes local.

## Culture locale et patrimoine

### Lieux et monuments

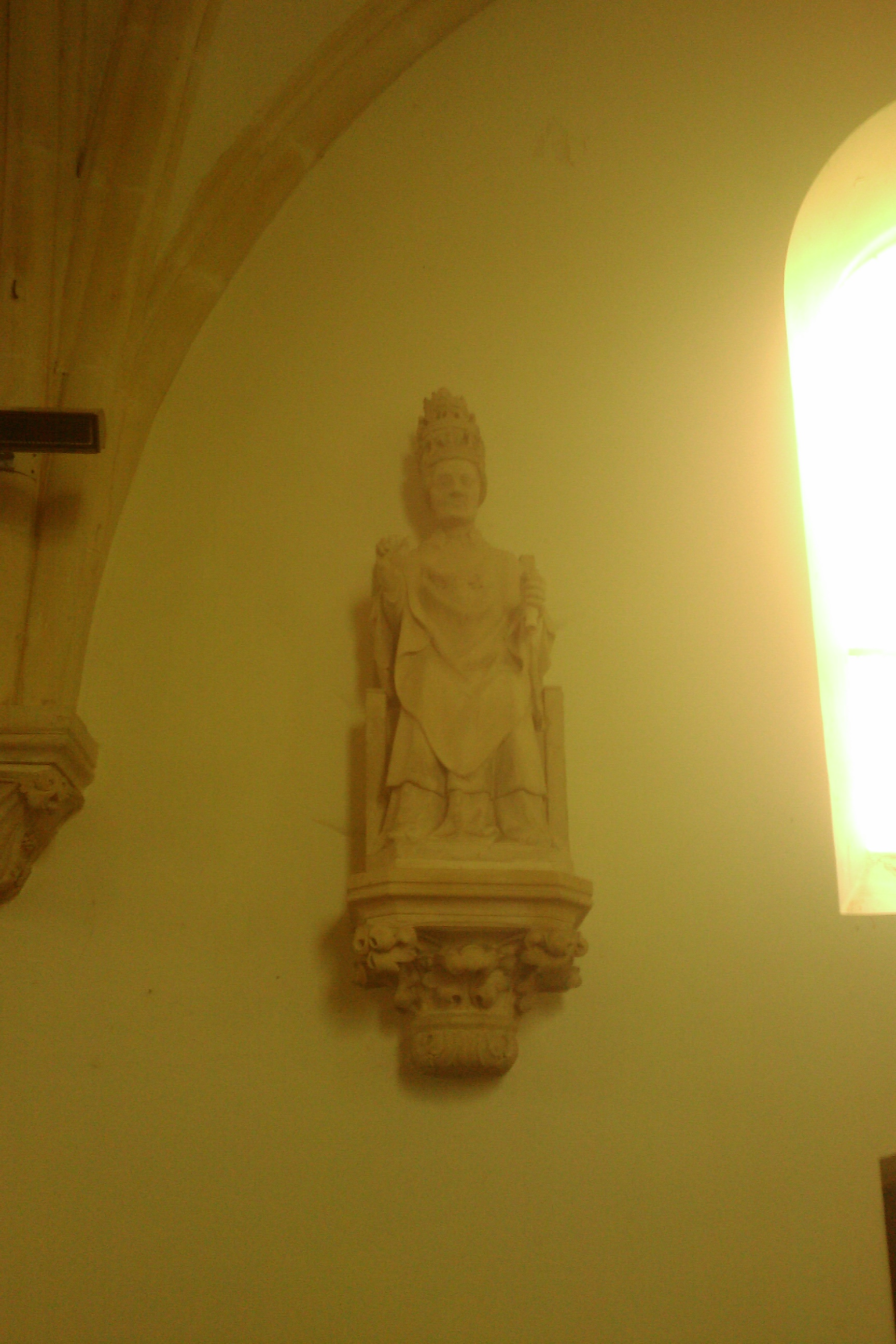
Saint Pierre en pape.

- Église Saint-Pierre-ès-Liens de style néogothique (XIXe siècle) en forme de croix. Elle abrite une statue de saint Pierre en pape, du XVe, classée au titre objet aux monuments historiques[18], ainsi qu'un bas-relief du XIXe aux douze Apôtres, une Vierge à l'Enfant du XVe et une croix de consécration du XVIIIe.
- Grotte du Diable, surplombant la Vire. Elle offre un panorama sur la vallée. La cavité a été aménagée au XIXe siècle par Amédée Duval-Duperron (1799-1881), qui en fit son lieu favori de lecture et de repos.
- Croix de cimetière du XVIIe siècle.
- If funéraire du cimetière.

### Personnalités liées à la commune
- Guillaume Mauviel (Fervaches, 1757 - 1814), prêtre catholique et évêque constitutionnel à Saint-Domingue de 1801 à 1805, où il essaiera de prôner l'égalité civique entre blancs et noirs.